# Élections générales albertaines de 1948
L'élection générale albertaine de 1948 eut lieu le 17 août 1948 afin d'élire les députés de l'Assemblée législative de l'Alberta.

## Résultats
| Parti                      | Parti                             | Chef                      | # de candidats | Sièges | Sièges | Sièges  | Voix    | Voix    | Voix    |
| Parti                      | Parti                             | Chef                      | # de candidats | 1944   | Élus   | % Diff. | #       | %       | % Diff. |
| -------------------------- | --------------------------------- | ------------------------- | -------------- | ------ | ------ | ------- | ------- | ------- | ------- |
|                            | Crédit social                     |                           | 57             | 51     | 51     | -       | 164 003 | 55,63 % |         |
|                            | Commonwealth coopératif           |                           | 51             | 2      | 2      | -       | 56 387  | 19,13 % |         |
|                            | Libéral                           |                           | 49             | *      | 2      | *       | 52 655  | 17,86 % | *       |
|                            | Indépendant                       | Indépendant               | 7              | 3      | 1      | -66,7 % | 9 014   | 3,05 %  |         |
|                            | Crédit social indépendant         | Crédit social indépendant | 3              | *      | 1      | *       | 2 958   | 1,00 %  | *       |
|                            | Independant Citizen's Association |                           | 2              | *      | -      | *       | 2 969   | 1,35 %  | *       |
|                            | Travailliste                      |                           | 1              | *      | -      | *       | 3 579   | 1,21 %  | *       |
|                            | Ouvrier progressiste              |                           | 2              | -      | -      | -       | 1 372   | 0,47 %  |         |
|                            | United Labour                     |                           | 1              | *      | -      | *       | 856     | 0,30 %  | *       |
| Total                      | Total                             | Total                     | 173            | 57     | 57     | -       | 294 793 | 100 %   |         |
| Source : Elections Alberta |                                   |                           |                |        |        |         |         |         |         |

Notes :
* N'a pas présenté de candidats lors de l'élection précédente